# IEC 62196

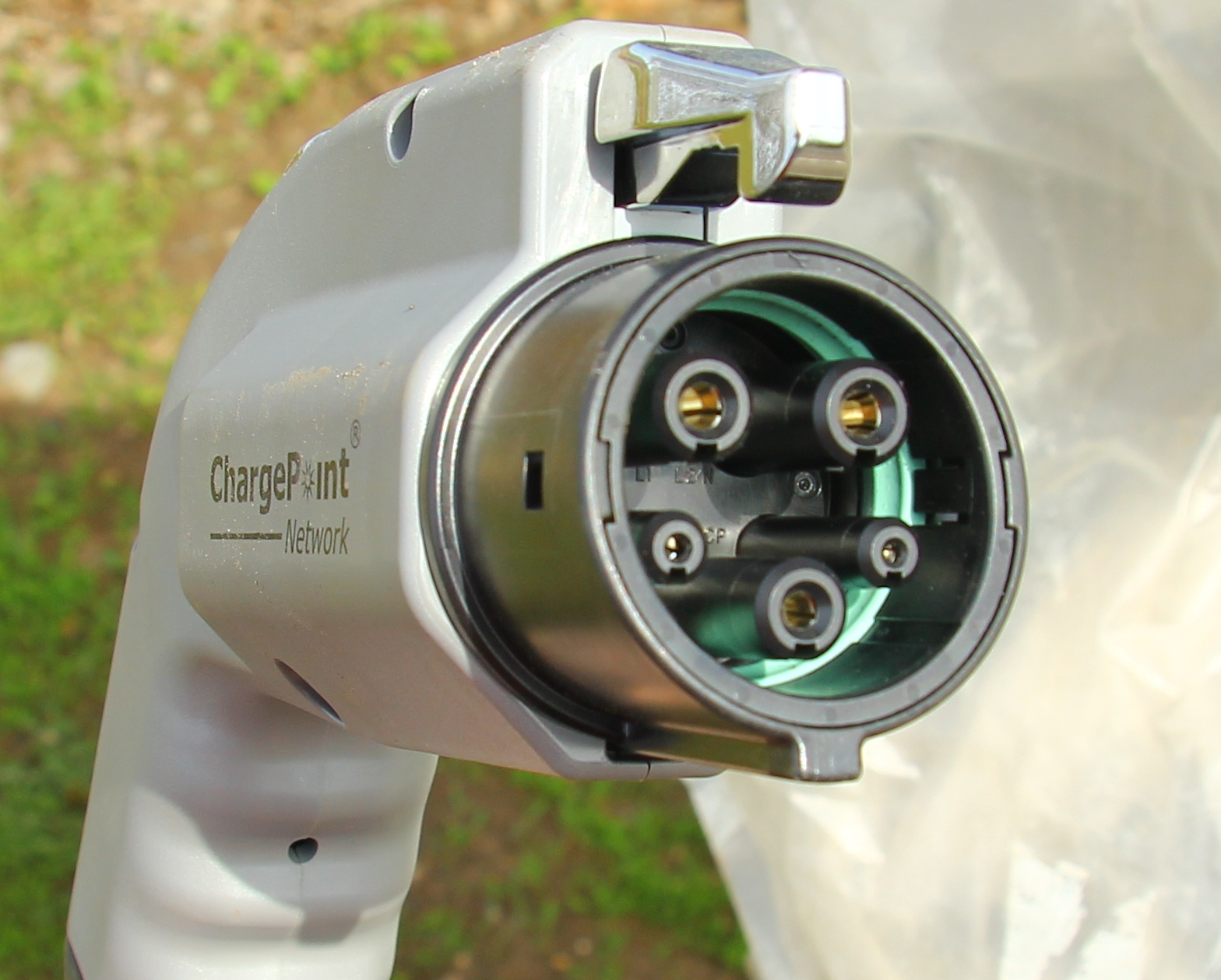
한국 표준인 콤보 타입1

IEC 62196는 유럽의 전기차 고속 충전 규격이다. CCS 콤보라고도 부른다. 일본의 차데모와 경쟁중이다. 한국에서는 보통 고속 충전소에서 콤보와 차데모 둘을 다 지원한다. 한국 정부의 공식 규격은 콤보 방식이다.

## 역사
유럽의 CCS 콤보 규격은 다음과 같다.
- CCS 1.0: 최대 80 KW 고속충전
- CCS 2.0: 최대 350 KW 고속충전

## 같이 보기
- 차데모